# Crack the Skye
《Crack the Skye》는 2009년 3월 24일, 리프리즈, 사이어, 릴랩스 레코드를 통해 발매된 미국의 헤비 메탈 밴드 마스토돈의 네 번째 스튜디오 음반이다. 이 음반은 빌보드 200에서 11위로 데뷔하여 첫 주에 41,000장이 판매되었다. 오스트레일리아에서는 이 음반이 19위로 데뷔했다. 2010년 9월, 현재 미국에서 20만 장이 판매되어 현재까지 가장 많이 팔린 음반 중 하나가 되었다.
DVD 《The Making of Crack the Skye》의 인터뷰에 따르면, 이 음반은 만물의 영혼과 영혼으로 대표되는 아이테르의 요소를 나타내며, 이는 음반의 맥락과 밀접한 관련이 있는 주제이다. 불, 물, 땅의 요소는 이미 밴드의 첫 세 음반인 《Remission》, 《Leviathan》, 《Blood Mountain》, 밴드의 일곱 번째 음반 《Emperor of Sand》로 대표되었기 때문에 후속 스튜디오 음반인 《The Hunter》와 《Once More 'Round the Sun》은 요소를 대표하지 않으며 콘셉트 음반도 아니기 때문에 공기의 요소는 마스토돈 음반으로 대표되지 않은 유일한 클래식 요소이다.
《Crack the Skye》는 드러머 브랜 데일러가 밴드의 세 번째 리드 보컬리스트로 참여한 최초의 스튜디오 음반이다.

## 배경
드러머 브랜 데일러는 이 음반이 전작인 《Blood Mountain》보다 더 "집중"되었다고 설명했다. "아마도 이 음반에 더 많은 탐구가 필요한 깊은 마음이 있었을 것입니다... 우리는 음반의 분위기를 느끼는 데 더 많이 참여했고 모든 것이 더 소름 끼치고 멍한 느낌을 주며 특별한 일이 일어나고 있습니다." 음반을 작곡하는 동안 브렌트 하인즈는 매일 킹 크림슨의 《In the Court of the Crimson King》을 영감으로 들었고, 데일러와 트로이 샌더스는 핑크 플로이드의 《Animals》를 들었다.

## 커버 아트
그때까지 마스토돈의 모든 커버 아트를 완성했던 폴 로마노가 《Crack the Skye》를 위한 작품을 만들었다. 이 작품은 음반의 전반적인 콘셉트와 밀접하게 연결된 다양한 천상의 이미지를 특징으로 한다. 《Crack the Skye》는 스탠더드 에디션과 한정판 두 가지 에디션으로 발매되었다. 후자는 터널 북으로 정교한 포장이 되어 있어 살펴보니 3차원과 같은 이미지가 드러난다. 터널 북 양쪽에는 브랜 데일러의 여동생 스카이의 '숨겨진' 사진도 보인다.

## 곡 목록
모든 곡들은 특별한 언급이 없는 한 마스토돈에 의해 작사/작곡하였다.
| #  | 제목                                                                                          | 재생 시간 |
| -- | --------------------------------------------------------------------------------------------- | --------- |
| 1. | 〈Oblivion〉                                                                                  | 5:46      |
| 2. | 〈Divinations〉                                                                               | 3:38      |
| 3. | 〈Quintessence〉                                                                              | 5:27      |
| 4. | 〈The Czar - I. Usurper – 3:45 - II. Escape – 3:08 - III. Martyr – 0:35 - IV. Spiral – 3:26〉 | 10:54     |
| 5. | 〈Ghost of Karelia〉                                                                          | 5:24      |
| 6. | 〈Crack the Skye (Feat. 스콧 켈리)〉                                                          | 5:54      |
| 7. | 〈The Last Baron〉                                                                            | 13:00     |

## 인증
| 국가                               | 인증 | 판매량/출하량 |
| ---------------------------------- | ---- | ------------- |
| 영국 (BPI)                         | 실버 | 60,000        |
| 판매량+스트리밍을 기반으로 한 인증 |      |               |